# Association pour les études littéraires écossaises
L’Association pour les études littéraires écossaises (en anglais Association for Scottish Literary Studies) est une association caritative éducative écossaise, fondé en 1970 pour promouvoir et soutenir l'enseignement, l'étude et l'écriture de littérature écossaise. À l'origine basé à l'Université d'Aberdeen, elle déménagea en 1996 dans son actuel résidence, l'Université de Glasgow. L'Association pour les Études Littéraires écossaises est soutenu par le Conseil des Arts écossais.
Le principal champ d'activité  de l'Association pour les Études Littéraires écossaises est l'édition et l'Association est un membre de l'édition d'Écosse.